# Rupert Glawitsch
Rupert Glawitsch (* 2. Dezember 1907 in Ljubljana, Österreich-Ungarn; † 16. April 1981 in Hamburg, Deutschland) war ein österreichischer Opernsänger (Tenor).

## Leben

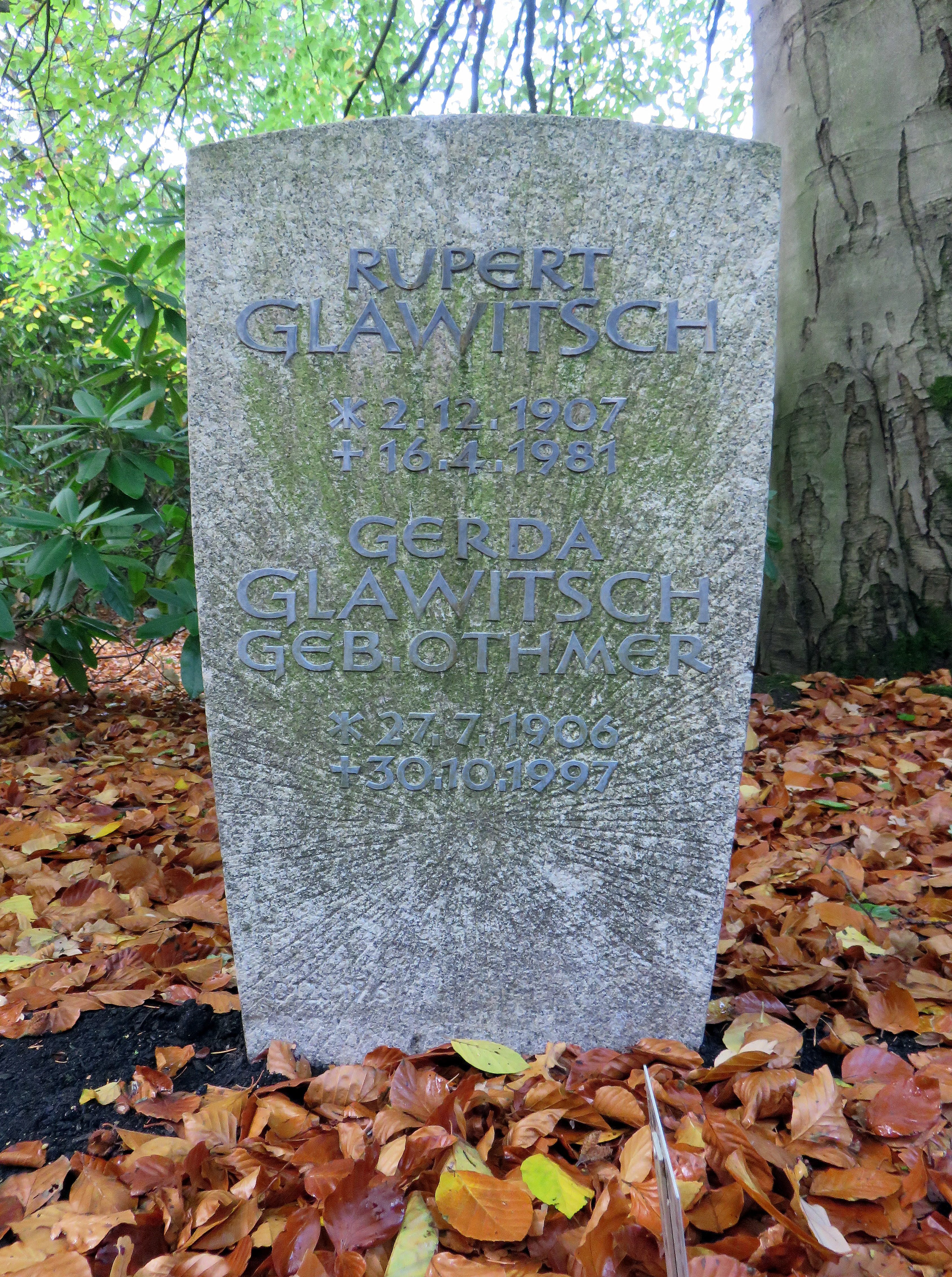
Grab Rupert Glawitsch auf dem Friedhof Ohlsdorf

Rupert Glawitsch absolvierte zunächst ein Studium zum Elektroingenieur, ehe er eine Sängerkarriere als Tenor in Gablonz an der Neiße (heute Jablonec nad Nisou), Hamburg und Bremerhaven begann.
Ab 1939 sang er am Reichssender Hamburg und nach dem Zweiten Weltkrieg beim NWDR bzw. NDR Opern und Operettenpartien, Kunstlieder und Schlager. Seine Glanzrollen hatte er in den Operetten Zigeunerbaron von Johann Strauss, im Walzertraum von Oscar Straus und im Vogelhändler von Carl Zeller. 
Rupert Glawitsch wurde auf dem Ohlsdorfer Friedhof in Hamburg im  Planquadrat O 12 nördlich der Cordesallee unterhalb von Cordesbrunnen beigesetzt.